# Sorelle Grimké

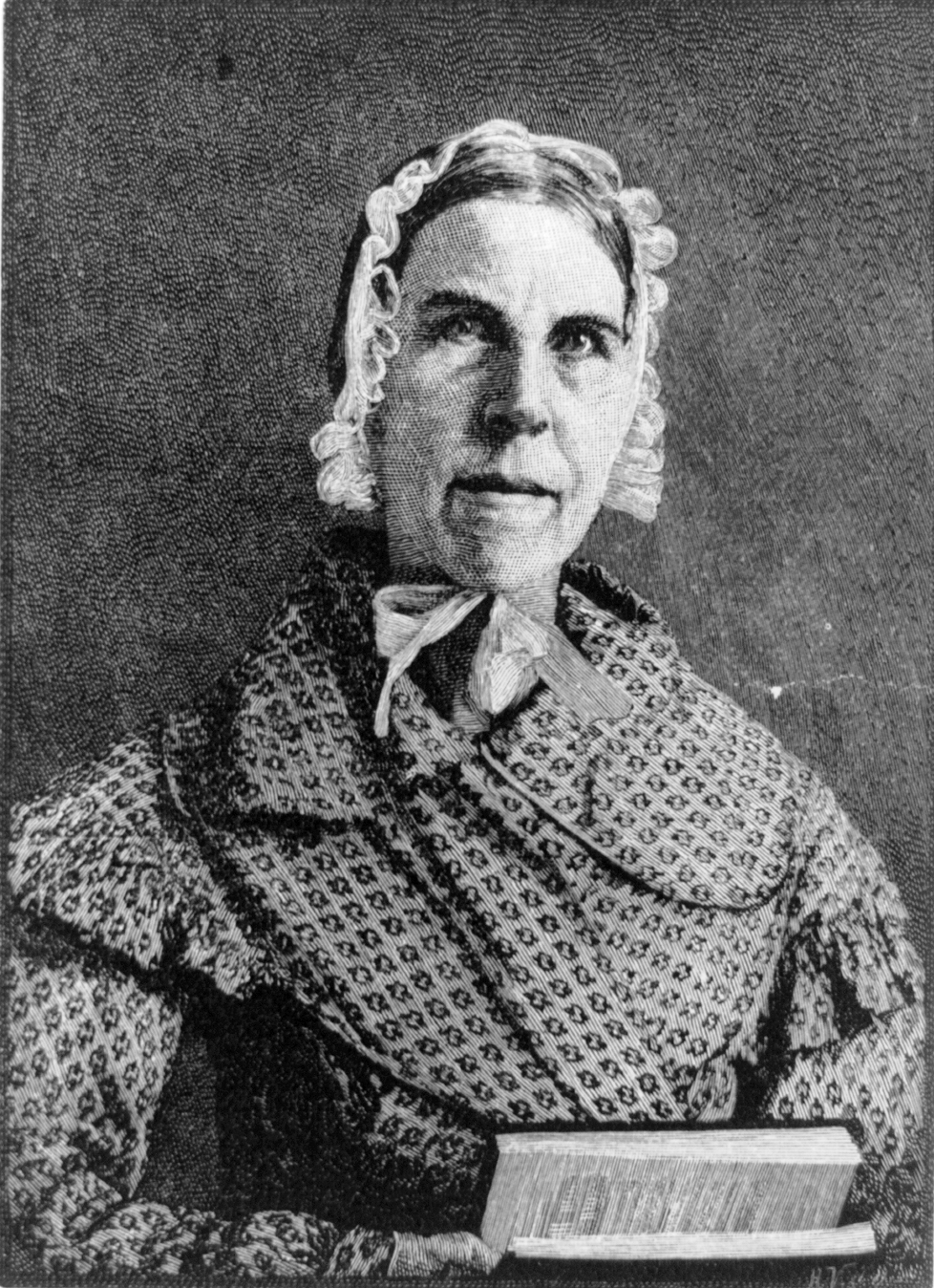
Sarah Grimké

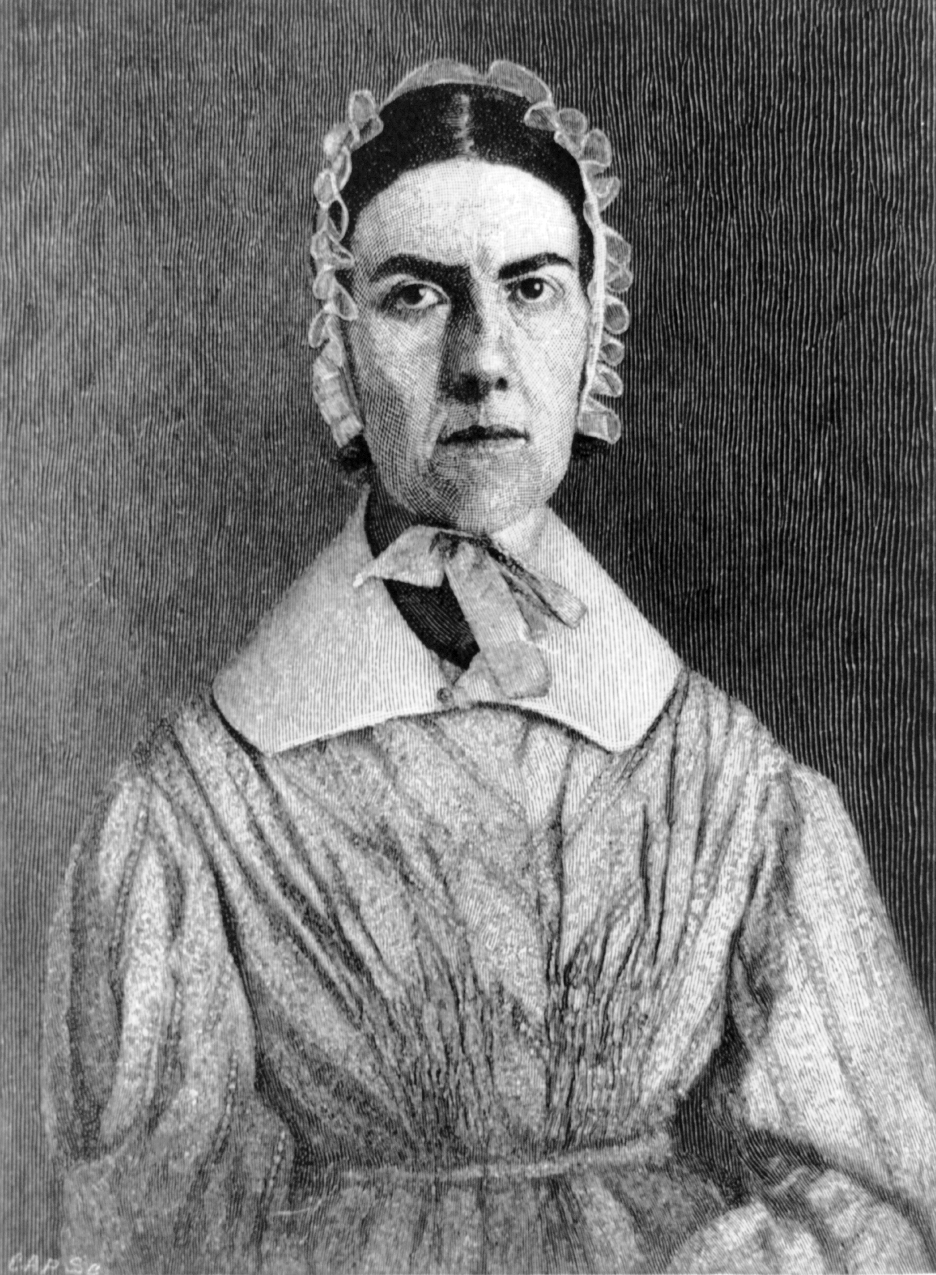
Angelina Grimké

Sarah Grimké (1792-1873) e Angelina Grimké Weld (1805–1879), note come le sorelle Grimké, furono due donne statunitensi del XIX secolo, educatrici e scrittrici quacchere che sostennero l'abolizionismo e i diritti delle donne.

## Biografia
Erano nate entrambe a Charleston, nella Carolina del Sud. Sarah nacque il 26 novembre 1792 e Angelina Emily Grimke il 20 febbraio 1805. Viaggiarono negli stati del Nord raccontando le loro esperienze con la schiavitù, vissute nella piantagione del loro padre. Spesso venivano prese in giro e derise, ma entrambe videro che le donne avevano bisogno di maggior libertà per aiutare la società al cambiamento. Iniziarono pertanto un muovo percorso promuovendo il movimento per i diritti delle donne.
Nel 1838, divennero le prime donne a parlare nel corso della legislatura dello stato del Massachusetts, promuovendo l'abolizione della schiavitù. La gente rimase molto impressionata e i loro discorsi portarono migliaia di donne del New England ad aderire al movimento e molti si recarono ad ascoltare i discorsi di Sarah e Angelina nelle loro conferenze pubbliche.
Nel 1838 Sarah scrisse un saggio intitolato Letters on the Equality of the Sexes and the Condition of Women. Esso rispondeva a molte domande che erano state poste, in una lettera, da un gruppo di pastori (ministri del culto) che non amavano le sorelle perché, secondo loro, avevano fatto un passo fuori dalla loro "sfera femminile".
Quando Sarah ebbe 80 anni provò a votare ed esse vissero abbastanza per vedere la fine della schiavitù e l'iniziale affermazione dei diritti delle donne.